# Freundel Stuart
Freundel Jerome Stuart (27 d'abril de 1951) és un polític barbadià que ocupa el càrrec de primer Ministre de Barbados des del 23 d'octubre de 2010.

## Carrera política
És membre del Partit Democràtic Laborista i al parlament representa a la circumscripció de St. Michael South. Ja al maig de 2010 va ocupar interinament el lloc de primer ministre per la malaltia de David Thompson, que moriria finalment el 23 d'octubre de càncer de pàncrees. El mateix dia de la seva mort, una reunió d'emergència del DLP va triar a Stuart com el seu successor.